# Stan Britt
Stan Britt (* um 1935 in Beckenham, London; † 30. März 2014) war ein britischer Journalist, Jazzautor und Rundfunkmoderator.

## Leben
Britt war in den Redaktionen des Daily Express und von Wirtschaftszeitungen tätig, bevor er sich als freischaffender Autor im Bereich von Jazz und Blues betätigte. Er schrieb u. a. für Billboard, Music Week und den Melody Maker. Außerdem legte er eine Reihe von Büchern vor, darunter eine Biografie über Dexter Gordon (A Musical Biography; 1989). Er war mit Brian Case Co-Autor der The Illustrated Encyclopedia of Jazz (Salamander, 1978); ferner schrieb er The Jazz Guitarists (Blandford Press, 1984) und Frank Sinatra: A Celebration (Hamlyn, 1995). Er steuerte das Kapitel The Bebop Masters bei zum Buch Masters of Jazz (Hrsg. von Charles Alexander, Balafon, 1999). Ferner betätigte er sich als Rundfunkmoderator und schrieb Liner Notes für Jazz-CDs des ReIssue-Labels Proper Records. Sein Archiv von Interviews, hauptsächlich mit US-Jazzmusikern, wurde als Nachlass ins National Sound Archive aufgenommen.